# おしかけ寄席
『おしかけ寄席』（おしかけよせ）は、1978年4月5日から同年9月27日までフジテレビ系列局で放送されていたフジテレビ製作のバラエティ番組である。全26回。放送時間は毎週水曜 12:00 - 12:30 （日本標準時）、フジテレビ系全国ネットの日替わりバラエティ番組枠『12時開演!』水曜の番組として放送。

## 概要
『12時開演!』放送番組唯一の屋外ロケ番組。毎回青空球児・好児と着ぐるみマスコットの「オシカケドリ」がそれぞれゲストの寄席芸人とゲスト歌手を1組ずつ連れてさまざまな場所へ行き、所定場所に設けられたステージで彼らに芸や歌を披露させていた。また、球児・好児が紀行番組のようにロケ地近辺の名所を紹介したり、現地の人々にインタビューしたりしていた。そして最後には、観客とともに番組オリジナルテーマ「おしかけ音頭」を歌って踊ってお開きにするのが恒例だった。
「寄席」を名に冠しているものの寄席芸を放送することは極めて少なく、ゲスト歌手の歌と球児・好児の名所散策を主体にしていた。

## 出演者
- 青空球児・好児
- もっちゃん - 当時活動していた若手コメディアン。オシカケドリの着ぐるみに入って出演していた。

## エンディングテーマ
- おしかけ音頭 - 第7回（5月17日放送分）から使用。作詞者・作曲者ともに不明。

## 放送リスト
| 回 | 放送日 （1978年） | サブタイトル                 | 備考                                                                 |
| -- | ----------------- | ---------------------------- | -------------------------------------------------------------------- |
| 1  | 4月5日            | （サブタイトル不明）         |                                                                      |
| 2  | 4月12日           | （サブタイトル不明）         |                                                                      |
| 3  | 4月19日           | （サブタイトル不明）         |                                                                      |
| 4  | 4月26日           | 挑戦！狩人がケーキ作り       |                                                                      |
| 5  | 5月3日            | 大爆笑 健太郎VSずうとるび    |                                                                      |
| 6  | 5月10日           | 初公開！浪人街の地下食堂     |                                                                      |
| 7  | 5月17日           | おしかけ音頭発表             | この回からエンディングテーマに「おしかけ音頭」を使用                 |
| 8  | 5月24日           | 驚異！松崎しげる美容に挑戦   |                                                                      |
| 9  | 5月31日           | 大混乱！三平一門勢ぞろい     |                                                                      |
| 10 | 6月7日            | 爆笑！駅前広場ものまね合戦   |                                                                      |
| 11 | 6月14日           | 山王まつりに寅さん登場!?     |                                                                      |
| 12 | 6月21日           | 生中継！浅草六区に突撃！     | 生放送                                                               |
| 13 | 6月28日           | 初公開 研ナオコ漫才に挑戦！  |                                                                      |
| 14 | 7月5日            | 夏だよ！元気だよ！           |                                                                      |
| 15 | 7月12日           | （サブタイトル不明）         |                                                                      |
| 16 | 7月19日           | 夏だ！ビールだ！早のみ大会   |                                                                      |
| 17 | 7月26日           | 再登場！チンパンジーの手品   |                                                                      |
| 18 | 8月2日            | 中継！水上温泉おいで祭り     |                                                                      |
| 19 | 8月9日            | 夏だ！沖縄！                 | 沖縄編                                                               |
| 20 | 8月16日           | 勢ぞろい夏の沖縄ビキニ美女   | 沖縄編                                                               |
| 21 | 8月23日           | 郷ひろみ特集                 |                                                                      |
| 22 | 8月30日           | ムム！美女！男湯に大突撃     |                                                                      |
| 23 | 9月6日            | 潜入！オールスター大運動会   | 同年10月17日放送の『オールスター秋の紅白大運動会』とのタイアップ企画 |
| 24 | 9月13日           | 野口五郎一座・珍版「瞼の母」 |                                                                      |
| 25 | 9月20日           | 爆笑！あてぶり合戦           |                                                                      |
| 26 | 9月27日           | 輝け！秋の演芸歌合戦         |                                                                      |

参考：『読売新聞縮刷版』読売新聞社、1978年4月5日 - 同年9月27日付のラジオ・テレビ欄。
| フジテレビ系列 水曜12:00枠                                   | フジテレビ系列 水曜12:00枠                              | フジテレビ系列 水曜12:00枠                                   |
| 前番組                                                       | 番組名                                                  | 次番組                                                       |
| ------------------------------------------------------------ | ------------------------------------------------------- | ------------------------------------------------------------ |
| クイズタッグマッチ（水曜） （1977年10月5日 - 1978年3月29日） | 12時開演! おしかけ寄席 （1978年4月5日 - 1978年9月27日） | お茶の間スペシャル（水曜） （1978年10月4日 - 1980年3月26日） |